# 라숀 하라

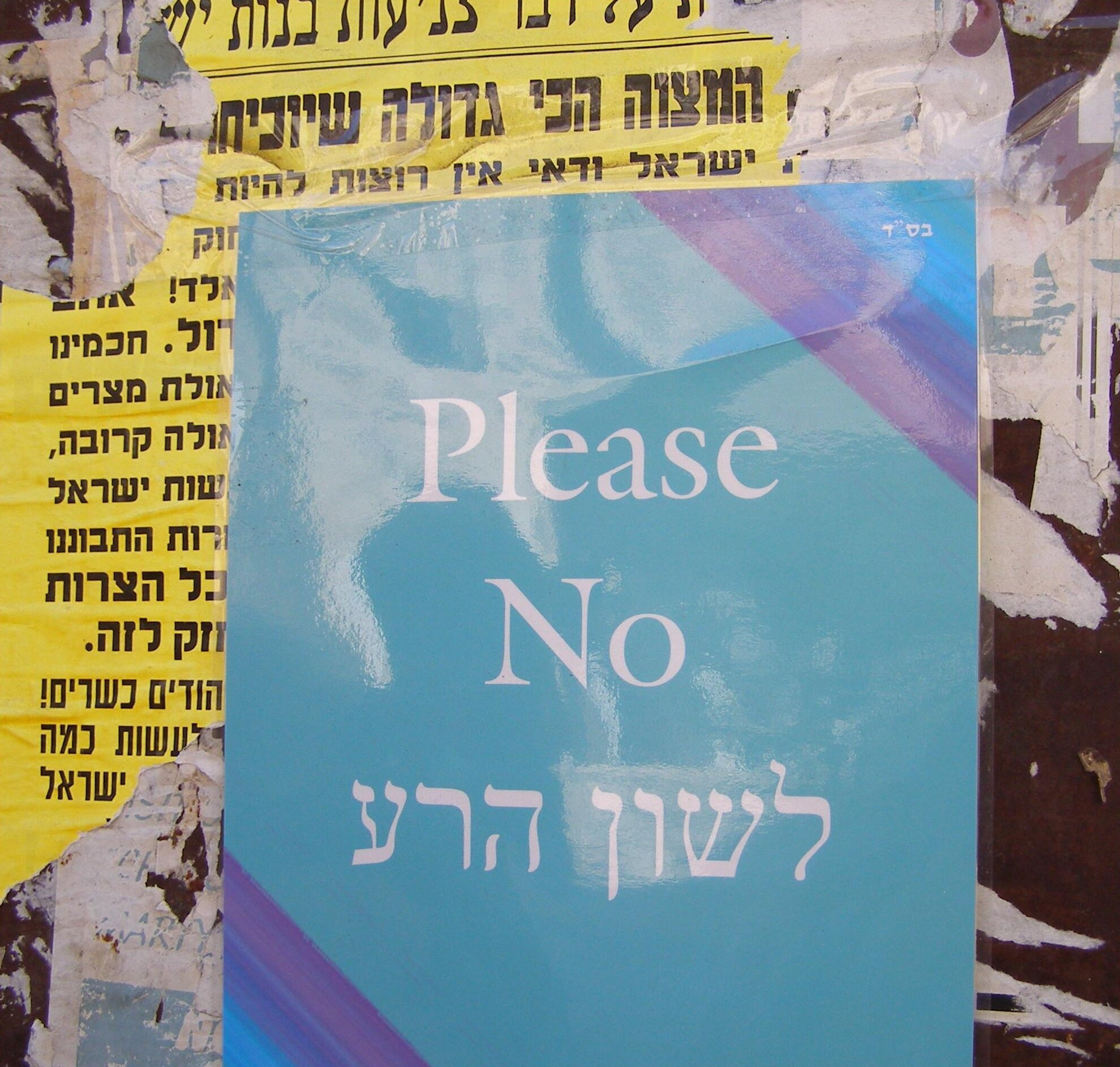
예루살렘의 Mea Shearim 구역에 있는 "No lashon hara"표시

라숀 하라 (또는 로숀 호로 또는 로숀 호라. לשון הרע, "사악한 혀")는 사람에 대한 경멸적인 말에 대한 할라크 용어로, 감정적 또는 재정적 피해를 입히거나 다른 사람의 평가에서 그들을 낮춘다. 라숀 하라는 거짓 뿐 아니라 진실한 말도 포함할 수 있다는 점에서 명예훼손과 일부 일치한다.
라숀 하라(Lashon hara)는 유대 전통에서 매우 심각한 죄로 여겨진다. 라숀 하라 (및 rechilut)의 의사 전달자는 lo telech rachil b'ameicha talebearer (당신의 백성들 사이에서 이야기꾼으로 나서지 마십시오)의 금지를 위반한다.

## 정의
연설이 사람이나 당사자에 대해 부정적인 것을 말하고 부정적인 상황을 시정하거나 개선하기 위한 진지한 의도가 아니며 사실인 경우 연설은 라숀 하라(비방)로 간주된다. 대면 대화, 편지, 전화, 이메일, 신체 언어 등 사용되는 의사 소통 방법에 관계 없이 이 설명에 맞는 진술은 라숀 하라로 간주된다.
대조적으로 hotzaat shem ra (나쁜 이름 퍼뜨리기) - hotzaat diba 또는 motzi shem ra (문자적으로 "나쁜 이름 퍼뜨리기")라고도 함 - 거짓말로 구성되며 "비방" 또는 "명예훼손"으로 가장 잘 번역된다. "(비방). Hotzaat shem ra는 lashon hara 보다 더 심각한 죄이다.
험담하는 행위를 레힐루트(rechilut)라고 하며 할라카(halakha)에서도 금지한다.

## 어원
구는 명사 lashon (혀), 정관사 ha 및 형용사 ra (악)로 구성된다. 히브리어 명사 lashon은 "혀"를 의미하며 많은 언어에서와 같이 "말" 또는 "언어"를 의미한다. 이 문구는 일반적으로 "악한 말"로 번역된다. 이 용어는 라틴어 mala lingua 와 같은 다른 문화권의 "사악한 혀"의 개념에 해당한다. , 프랑스어 mauvaise langue , 및 스페인어 mala lengua .

## 출처

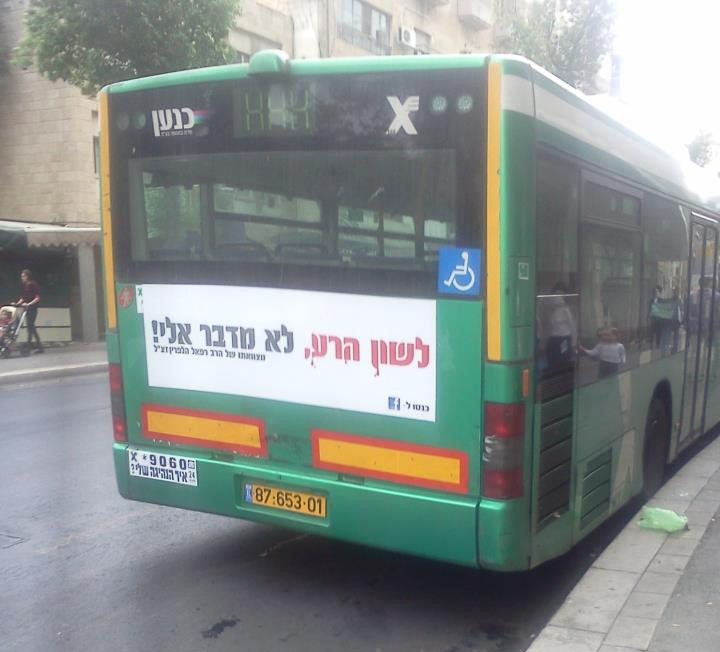
버스 내 광고. 히브리어로"라숀 하라가 나에게 말을 하지 않는다!" 라고 적혀 있다.

## 하페츠 하임
랍비 이스라엘 메이어 카간은 사악한 혀에 대해 두 가지 주요 할라크 작품을 썼다 Psalms 34:13–14) 및 Shmirat HaLashon (혀를 지키는 것), 둘 다 1873년. 하페츠 하임(Chafetz Chaim)은 토라에 언급된 31가지 음성 관련 계명을 나열한다. 영어로 각색한 Guard Your Tongue (2002)는 이 두 책의 가르침을 실증한다.

## 바알레이 라숀 하라
바알레이 라숀 하라(baalei lashon hara)라는 표현은 문자 그대로 "악한 혀의 대가"를 의미하며, 라숀 하라의 습관적인 화자를 나타낸다. 라숀 하라를 남발하는 의사 소통의 심각한 금지는 무엇보다도 우연히 그렇게 한 사람과 관련이 있다. 다른 사람에 대해 lashon harah를 말하는 것을 습관으로 만드는 사람("당신은 이 사실을 들었는가?", "당신은 이미 알고 있었는가?" 등을 말하는 사람)을 ba'al lashon hara 라고 한다.
반복해서 그렇게 의사소통함으로써 라숀 하라가 이 사람의 필수적인 부분이 되었고, 이 사람이 정기적으로 주의 이름을 모독하는 칠룰 하셈을 만들기 때문에 그의 죄는 훨씬 더 심각하다(Leviticus 22:32). 라숀 하라, rechilut 및 motzi shem ra는 유대교에서 사회적 도구로 받아들여지지 않는다. 왜냐하면 그러한 행동은 이러한 방식으로 행하는 사람을 주변 세계의 많은 좋은 것들과 단절시키기 때문이다. 라숀 하라를 전달하는 사람들을 멀리해야 한다는 말이 종종 나온다. 왜냐하면 언젠가는 거의 틀림없이 같은 사람들에 의해 경멸적인 커뮤니케이션의 대상이 될 것이기 때문이다.

## 예외
정보가 누군가를 비방하는지의 여부에 관계없이 정보 공개가 허용되거나 요구되는 경우가 있다. 예를 들어, 부정적인 정보를 공유하려는 사람의 의도가 위험이나 불의를 방지하기 위한 경고로 작용할 수 있는 긍정적이고 건설적이며 유익한 목적인 경우 라숀 하라에 대한 금지는 적용되지 않다. Hotzaat shem ra, 거짓말을 퍼뜨리고 허위 정보를 퍼뜨리는 것은 항상 금지된다. 긍정적인 의도가 있더라도 라숀 하라를 말하는 것이 허용되는 시기에 관한 많은 중요한 제한 사항이 있다는 점에 유의하는 것이 중요하다.

## 같이 보기
- 명예훼손
- 유대교